# فلاديمير ميركا
فلاديمير ميركا (بالتشيكية: Vladimír Mirka)‏ هو مدرب كرة قدم تشيكي، ولد في 14 ديسمبر 1928 في تشيكوسلوفاكيا.